# Lojalist
En lojalist är en person som ger starkt stöd till en viss sida i en konflikt, ofta den sida som är mera konservativ eller som har de äldsta traditionerna.

## Historiska exempel

### Storbritannien
Inom engelsktalande länder betecknar termen ofta personer som är lojala gentemot brittiska kronan. I synnerhet gäller detta unionismen i Nordirland, som stödjer unionen med Storbritannien (huvudsakligen protestanter). Under det engelska inbördeskriget kallades kavaljererna även för lojalister, liksom rojalisterna under protektoratet.

### Nordamerikanska frihetskriget
Beteckningen lojalist användes om de kolonister som förhöll sig lojala gentemot Storbritannien under det nordamerikanska frihetskriget. En tredjedel av kolonisterna i de Tretton kolonierna uppskattas ha varit lojalister. Efter frihetskriget utvandrade många lojalister till Västindien och det Brittiska Nordamerika i det blivande Kanada, samtidigt som en del utvandrade till Storbritannien.

### Amerikanska inbördeskriget
Under det amerikanska inbördeskriget kallades de sydstatsbor som tog ställning för Förenta Staterna för sydstatslojalister, unionslojalister, Lincoln-lojalister eller sydstatsunionister. De utsattes ofta för svåra förföljelser och lynchningar. Själva organiserade de gerillaförband som bekämpade konfederationen med våld.

### Spanska inbördeskriget
Benämningen lojalist användes även om de regeringstrogna styrkorna i spanska inbördeskriget. 